# 里馬塔拉島
里馬塔拉島（Rimatara）是南太平洋法屬波利尼西亞的島嶼，屬於南方群島的一部分，位於大溪地島西南660公里，由同名市镇管辖，長3.2公里、寬2.8公里，面積8.4平方公里，最高點海拔高度83米，2012年人口907。